# Nikovići
Nikovići este un sat din comuna Plužine, Muntenegru. Conform datelor de la recensământul din 2003, localitatea are 11 locuitori (la recensământul din 1991 erau 29 de locuitori).

## Demografie
În satul Nikovići locuiesc 11 persoane adulte, iar vârsta medie a populației este de 65,0 de ani (68,5 la bărbați și 62,9 la femei). În localitate sunt 6 gospodării, iar numărul mediu de membri în gospodărie este de 1,83.
Această localitate este populată majoritar de sârbi (conform recensământului din 2003).
|  |

| Demografie | Demografie | Demografie |
| An         | Locuitori  | Locuitori  |
| ---------- | ---------- | ---------- |
|            |            |            |
|            |            |            |
|            |            |            |
|            |            |            |
| 1948       | 138        |            |
| 1953       | 143        |            |
| 1961       | 136        |            |
| 1971       | 130        |            |
| 1981       | 65         |            |
| 1991       | 29         | 29         |
| 2003       | 11         | 11         |

| \| Componența etnică conform recensământului din 2003[2] \| Componența etnică conform recensământului din 2003[2] \| Componența etnică conform recensământului din 2003[2] \| Componența etnică conform recensământului din 2003[2] \| Componența etnică conform recensământului din 2003[2] \| \| ----------------------------------------------------- \| ----------------------------------------------------- \| ----------------------------------------------------- \| ----------------------------------------------------- \| ----------------------------------------------------- \| \| \| \| \| \| \| \| Sârbi \| Sârbi \| \| 9 \| 81,81% \| \| Muntenegreni \| Muntenegreni \| \| 2 \| 18,18% \| \| necunoscută \| necunoscută \| \| 0 \| 0% \| |              |  |   |        |
| Componența etnică conform recensământului din 2003 |              |  |   |        |
| |              |  |   |        |
| Sârbi | Sârbi        |  | 9 | 81,81% |
| Muntenegreni | Muntenegreni |  | 2 | 18,18% |
| necunoscută | necunoscută  |  | 0 | 0%     |